# Klasični Hamiltonov kvaternion
Klasični Hamiltonov kvaternion je način obravnave kvaternionov kot ga je razumel irski matematik, fizik in astronom William Rowan Hamilton (1805–1865), ki je v letu 1843 odkril kvaternione. Hamilton je obravnaval kvaternione bolj geometrijsko, kar je poudarjalo njihove algebrske značilnosti. 

## Elementi kvaterniona
Hamilton je definiral kvaternion kot kvocient dveh usmerjenih premic v trirazsežnem prostoru ali, če govorimo bolj splošno, kot kvocient dveh vektorjev. Kvaternion se lahko predstavlja kot vsoto skalarja in vektorja ali tudi kot zmnožek njegovega tenzorja in versorja.

### Skalar
Hamilton je izumil izraz skalar za realna števila, ker zavzemajo vrednosti od negativne do pozitivne neskončnosti.

### Vektor
Hamilton je definiral vektor kot daljico, ki ima razen dolžine še smer. Besedo je izpeljal iz latinske besede vehere, kar pomeni nositi. Za Hamiltona je bil vektor trirazsežna količina.   

### Enotski vektor
Enotski vektor je vektor z dolžino 1. 

### Tenzor
Hamilton je definiral tenzorje kot pozitivne številčne količine, oziroma kot vrednosti brez predznaka. Tenzor si tako lahko predstavljamo kot pozitivni skalar oziroma kot razteznostni faktor. 
Vsakemu kvaternionu pripada tenzor, ki je merilo za njegovo velikost (podobno kot je dolžina vektorja merilo za velikost vektorja). Kadar je kvaternion definiran kot kvocient dveh vektorjev, je njegov tenzor razmerje dolžin teh vektorjev. 

### Versor
Versor je kvaternion s tenzorjem, ki ima dolžino 1. Lahko tudi rečemo, da je versor kvocient dveh enako dolgih vektorjev. 
Kadar je lok versorja enak pravemu kotu, ga imenujemo pravi versor.